# مدارس ديربورن الحكومية

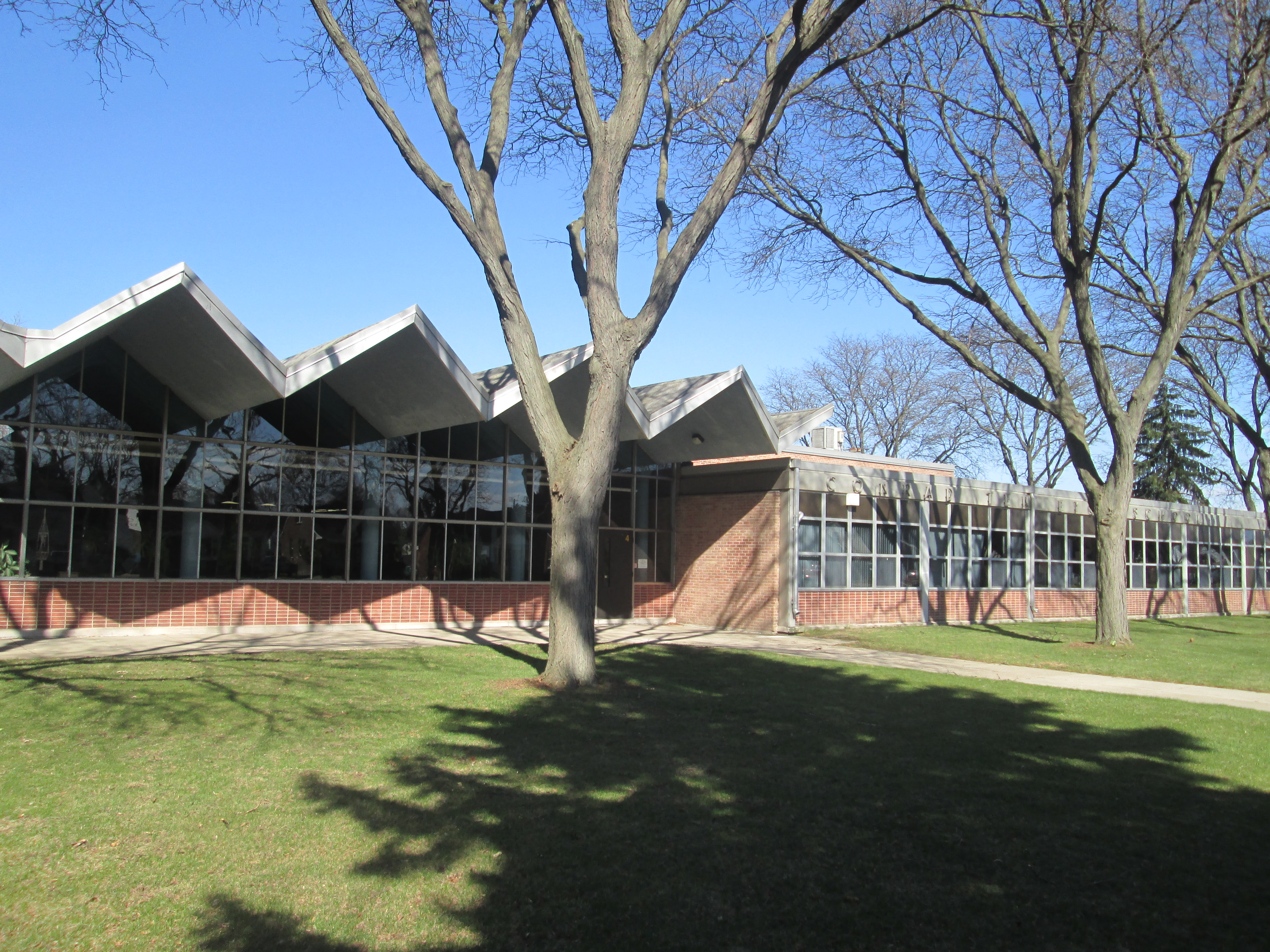
Ten Eyck Administration Building, formerly an elementary school

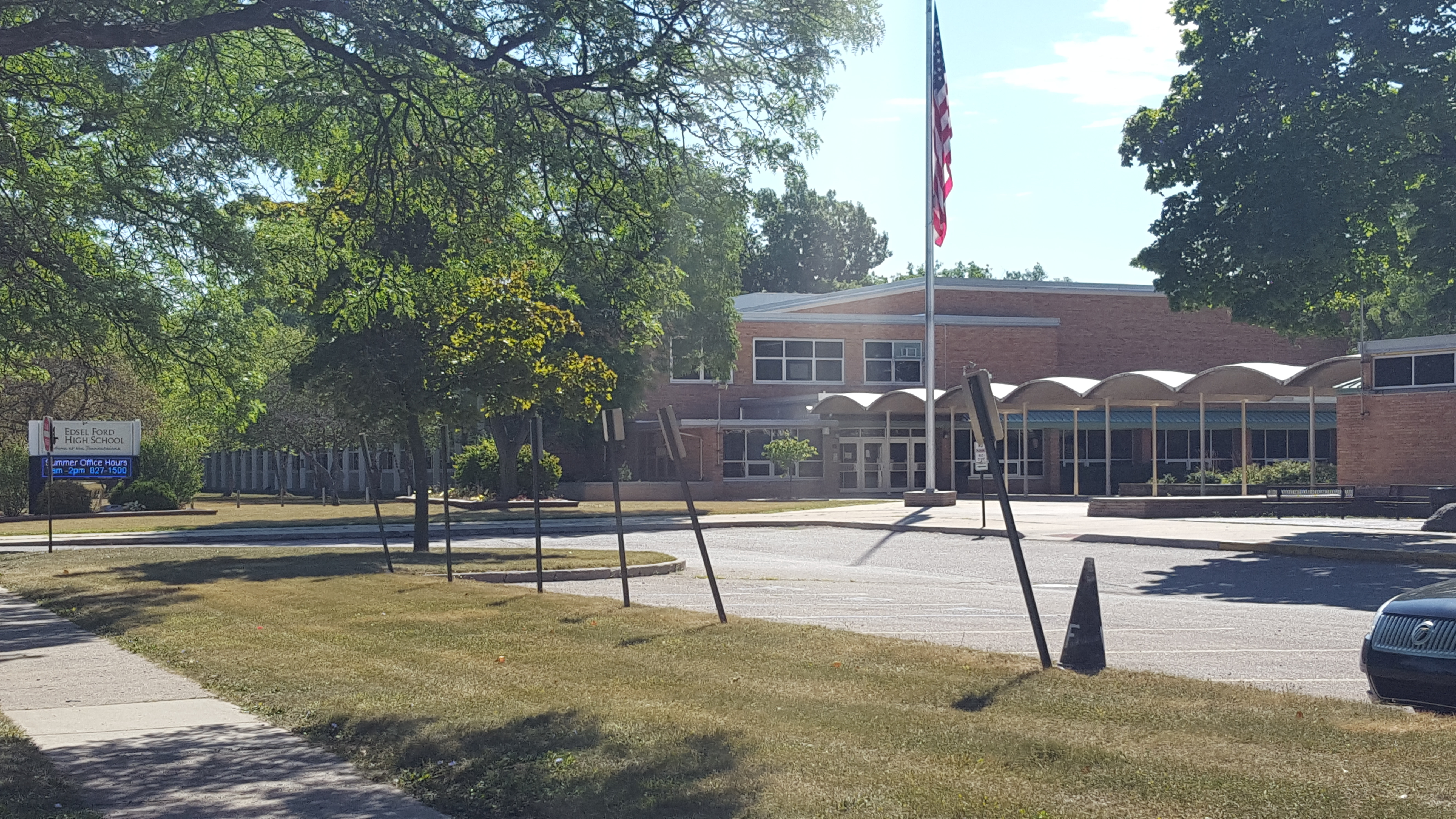
المدرسة الثانوية إدسل فورد

تشمل المدارس الحكومية في منطقة ديربورن مدينة ديربورن، ميشيغان (Dearborn Public Schools) بأكملها، وجزء من منطقة مرتفعات ديربورن. وتتضمن أربعة من كبرى مدارس ميتشيغان، باستيعاب قدره 18300 طالب. كانت موازنة المنطقة التعليمية لعام 2010 حوالي 227 مليون دولار. يشمل البرنامج التعليمي في المنطقة برامج ثنائية اللغة (يوجد في بعض المدارس حوالي 90% من الطلاب من أصول عربية) وهذا ما حدا بوكالة المقاطعة التعليمية إصدار تقرير تطلب فيه حظر اللغة العربية إلا في حالات الضرورة القصوى.
تُوقع أن يؤثر اقتطاع موازنة الولاية عام 2011 على البرامج الخاصة بشكل كبير بما في ذلك برامج التعليم ثنائية اللغة[بحاجة لمصدر].
- المدرسة الثانوية ديربورن
- المدرسة الثانوية إدسل فورد
- المدرسة الثانوية فوردسون